# Stations of the Crass
Stations of the Crass is het tweede album van de punkband Crass, uitgegeven in 1979. De CD bevat studio opnames en een live optreden in de Pied Bull in Islington, Londen, 1979. De titel is een woordspeling op "Stations of the Cross", een term uit de Christelijke kerk, maar slaat ook op de door Crass gevoerde graffiti campagnes in de Britse Underground.

## Lijst van nummers
1. "Mother-Earth"
2. "White Punks on Hope"
3. "You've Got Big Hands"
4. "Darling"
5. "System"
6. "Big Man, Big M.A.N."
7. "Hurry up Garry"
8. "Fun Going On"
9. "Crutch of Society"
10. "Heard Too Much About"
11. "Chairman of the Bored"
12. "Tired"
13. "Walls"
14. "Upright Citizen"
15. "The Gasman Cometh"
16. "Demo(N)Crats"
17. "Contaminational Power"
18. "Time Out"
19. "I Ain't Thick, It's Just a Trick"

## Live tracks opgenomen in de Pied Bull, Islington, 1979
- "System/Big Man, Big M.A.N./Banned from the Roxy/Hurry Up Garry (live)"
- "Women/Shaved Women/You Pay/Heard Too Much About (live)"
- "Angels/What a Shame/So What/G's Song (live)"
- "Do They Owe Us a Living? (live)"
- "Punk Is Dead (live)"